# Bruno von Mudra

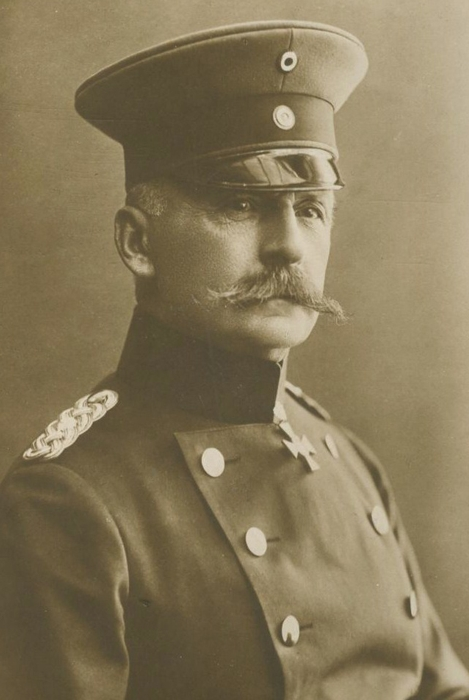
Bruno von Mudra.

Karl Bruno Julius von Mudra, född 1 april 1851, död 21 november 1931, var en tysk militär.
Mudra blev officer vid ingenjörsvapnet 1870, överste 1900, generalmajor 1903, generallöjtnant 1907, guvernör i Metz 1910, general av infanteriet, chef för ingenjör- och pionjärkåren samt generalinspektör för fästningarna 1911, chef för 16:e armékåren i Metz och erhöll avsked 1918. Under första världskriget var Mudra oktober 1916 - januari 1917 chef för 8:e armén på östfronten, januari 1917 - juni 1918 chef för häravdelning A i Elsass-Lothringen, juli-oktober 1918 för 1:a armén och därefter till krigets slut för 17:e armén på västfronten.